# Dicranomyia (Dicranomyia) mutata
Dicranomyia (Dicranomyia) mutata is een tweevleugelige uit de familie steltmuggen (Limoniidae). De soort komt voor in het Neotropisch gebied.